# 恋んトス
恋んトス（こいんトス）は、TBSテレビまたは動画配信サービスParaviやU-NEXTで2014年7月から継続的に放送されている恋愛バラエティ番組である。

## 概要
男女最大8人の恋物語を描く恋愛バラエティ番組である。コインの出た面が表か裏で運命が左右され、出た面によっては必ずその行動を実行しなければならないという指令もある。

## 出演者

### スタジオMC
- 高橋茂雄（サバンナ）（シーズン1 - ）
- 藤田ニコル（シーズン4 - 6、8 - ）[1]
- 小関裕太（シーズン7 - ）※シーズン6ではゲストとして一部出演
- 神部美咲（シーズン8 - ）

※失恋男子のリベンジ旅 in カンボジアはスタジオトークなし

#### 過去のスタジオMC
- 吉沢亮（シーズン1 - 5）
- 中村アン（シーズン1 - 7）
- りゅうちぇる（シーズン4 - 11）[1]

### PRコーナー担当
- Cheeky Parade（シーズン2 - 7）※毎回メンバー2人出演

### 恋んトスメンバー

#### シーズン1
- カズ
- 翔くん
- ともや
- ニコラス
- 菜緒
- みのりん
- ユイ
- きんちゃん

#### シーズン2
- ダイスケ
- 恵太
- くに君
- コタロー
- レイ
- 梅ちゃん
- みーたん
- あや
- アカネ

#### シーズン3
- 巧
- いっしー
- ヒロ
- ニコラス
- あゆか
- 安奈
- みなみ

#### シーズン4
- 勇馬
- しゅうじ
- マサ
- ショウ
- いなっち
- メグ
- 優花
- マホ

#### シーズン5
- わたっち
- 賢人
- ユウスケ
- コンちゃん
- ゆーか
- 薫
- みゆき
- あかねぴ

#### シーズン6
- ユウ
- 龍之介
- 健一
- トラヴィス
- まゆ
- 藍里
- ゆーか
- モニカ

#### シーズン7
- サトシ
- リョータ
- カメ吉
- 絹成（まさなり）
- 美穂
- ことり
- ちなみ

#### シーズン8
- Mizki
- ニノ
- ともや
- 寿来
- さり
- くるみん
- 希美
- ウララ
- モニカ

#### 失恋男子のリベンジ旅 in カンボジア
- 絹成
- ヒロ
- いっしー
- ともや
- うらら
- レイ
- こじなみ

#### シーズン9
- 崇史
- 征志郎
- おーかー
- リョウ
- ダイ
- なつ
- みずき
- アリサ
- りったん

#### シーズン10
- カケル
- 蓮
- こづけん
- マキジェイ
- かんた
- ビアンカ
- 茜子
- ちぃ
- 星南

#### シーズン11
- ハル
- ジェイ
- きんぐ
- 綾雅
- しょう
- 風花
- IROHA
- 谷ちゃん
- 美琴
- 琴音

## 主題歌・挿入歌

### シーズン1
主題歌
「恋、告げる」- erica
「今日、告白します」- erica
挿入歌
「恋花火」- erica
「たとえ届かなくても」- erica

### シーズン2
主題歌
「運命を信じます」 - erica
挿入歌
「あなたへ贈る歌」 - erica

### シーズン3
主題歌
「ひらひらり」 - erica

### シーズン4
主題歌
「君に恋をしています」 - ベリーグッドマン
挿入歌
「君がいた」 - erica

### シーズン5
主題歌
「はじまりの恋」 - ベリーグッドマン
挿入歌
「どんなときもそばにいるよ」 - erica

### シーズン6
オープニングソング
「片思いの恋」 - ベリーグッドマン
エンディングソング
「どんなに...」 - 瀬川あやか

### シーズン7
テーマソング
「世界のどんなラブソングよりも feat. Erica」 - ベリーグッドマン

### シーズン8
主題歌
「恋」 - MINAMI NiNE
挿入歌
「一緒に未来へ」 - 結花乃

### 失恋男子のリベンジ旅 in カンボジア
主題歌
「恋」 - MINAMI NiNE

### シーズン9
テーマソング
「青い空」 - D.W.ニコルズ
「ボクは、きっと」 - D.W.ニコルズ
挿入歌
「夏物語」 - 結花乃

### シーズン10
テーマソング
「プリムラ」 - 宮川愛李
挿入歌
「雪の降る空に」 - D.W.ニコルズ

## ネット局と放送時間
シーズン1
| 放送対象地域   | 放送局                | 系列    | 放送期間                      | 放送日時                     | 遅れ       |
| -------------- | --------------------- | ------- | ----------------------------- | ---------------------------- | ---------- |
| 関東広域圏     | TBSテレビ（TBS）      | TBS系列 | 2014年7月22日 - 9月23日       | 火曜 0:41 - 1:11（月曜深夜） | 製作局     |
| 福島県         | テレビユー福島（TUF） | TBS系列 | 2014年7月22日 - 9月23日       | 火曜 0:41 - 1:11（月曜深夜） | 同時ネット |
| 静岡県         | 静岡放送（SBS）       | TBS系列 | 2014年7月22日 - 9月23日       | 火曜 0:41 - 1:11（月曜深夜） | 同時ネット |
| 北海道         | 北海道放送（HBC）     | TBS系列 | 2014年7月29日 - 9月30日       | 火曜 0:39 - 1:10（月曜深夜） | 遅れネット |
| 中京広域圏     | CBCテレビ（CBC）      | TBS系列 | 2014年7月30日 - 10月1日       | 水曜 1:48 - 2:23（火曜深夜） | 遅れネット |
| 長野県         | 信越放送（SBC）       | TBS系列 | 2014年7月30日 - 10月8日       | 水曜 1:13 - 1:43（火曜深夜） | 遅れネット |
| 福岡県         | RKB毎日放送（RKB）    | TBS系列 | 2014年8月1日 - 10月10日       | 金曜 1:38 - 2:08（木曜深夜） | 遅れネット |
| 山形県         | テレビユー山形（TUY） | TBS系列 | 2014年8月5日 - 10月14日       | 火曜 0:38 - 1:08（月曜深夜） | 遅れネット |
| 岡山県・香川県 | 山陽放送（RSK）       | TBS系列 | 2014年8月5日 - 10月14日       | 火曜 0:38 - 1:08（月曜深夜） | 遅れネット |
| 石川県         | 北陸放送（MRO）       | TBS系列 | 2014年9月4日 - 11月27日       | 木曜 23:53 - 翌0:23          | 遅れネット |
| 鹿児島県       | 南日本放送（MBC）     | TBS系列 | 2014年11月4日 - 2015年1月20日 | 火曜 0:05 - 0:40（月曜深夜） | 遅れネット |

シーズン2
| 放送対象地域 | 放送局                | 系列    | 放送期間                 | 放送日時                     | 遅れ       |
| ------------ | --------------------- | ------- | ------------------------ | ---------------------------- | ---------- |
| 関東広域圏   | TBSテレビ（TBS）      | TBS系列 | 2015年7月17日 - 10月2日  | 金曜 1:11 - 1:41（木曜深夜） | 製作局     |
| 静岡県       | 静岡放送（SBS）       | TBS系列 | 2015年7月24日 - 10月9日  | 金曜 1:28 - 1:58（木曜深夜） | 遅れネット |
| 岩手県       | IBC岩手放送（IBC）    | TBS系列 | 2015年7月28日 - 10月13日 | 火曜 0:41 - 1:11（月曜深夜） | 遅れネット |
| 福岡県       | RKB毎日放送（RKB）    | TBS系列 | 2015年7月29日 - 10月14日 | 水曜 2:13 - 2:43（火曜深夜） | 遅れネット |
| 沖縄県       | 琉球放送（RBC）       | TBS系列 | 2015年7月31日 - 10月16日 | 金曜 0:58 - 1:28（木曜深夜） | 遅れネット |
| 山形県       | テレビユー山形（TUY） | TBS系列 | 2015年8月11日 - 11月3日  | 火曜 0:38 - 1:08（月曜深夜） | 遅れネット |
| 広島県       | 中国放送（RCC）       | TBS系列 | 2015年8月21日 - 10月30日 | 金曜 1:08 - 1:38（木曜深夜） | 遅れネット |

シーズン3
| 放送対象地域   | 放送局                | 系列    | 放送期間                | 放送日時                     | 遅れ       |
| -------------- | --------------------- | ------- | ----------------------- | ---------------------------- | ---------- |
| 関東広域圏     | TBSテレビ（TBS）      | TBS系列 | 2016年1月19日 - 3月29日 | 火曜 0:41 - 1:11（月曜深夜） | 製作局     |
| 北海道         | 北海道放送（HBC）     | TBS系列 | 2016年1月19日 - 3月29日 | 火曜 0:41 - 1:11（月曜深夜） | 同時ネット |
| 岩手県         | IBC岩手放送（IBC）    | TBS系列 | 2016年1月19日 - 3月29日 | 火曜 0:41 - 1:11（月曜深夜） | 同時ネット |
| 福島県         | テレビユー福島（TUF） | TBS系列 | 2016年1月19日 - 3月29日 | 火曜 0:41 - 1:11（月曜深夜） | 同時ネット |
| 静岡県         | 静岡放送（SBS）       | TBS系列 | 2016年1月19日 - 3月29日 | 火曜 0:41 - 1:11（月曜深夜） | 同時ネット |
| 愛媛県         | あいテレビ（itv）     | TBS系列 | 2016年1月19日 - 3月29日 | 火曜 0:41 - 1:11（月曜深夜） | 同時ネット |
| 岡山県・香川県 | 山陽放送（RSK）       | TBS系列 | 2016年1月26日 - 4月19日 | 火曜 1:43 - 2:13（月曜深夜） | 遅れネット |
| 広島県         | 中国放送（RCC）       | TBS系列 | 2016年1月29日 - 4月29日 | 金曜 1:08 - 1:38（木曜深夜） | 遅れネット |
| 長野県         | 信越放送（SBC）       | TBS系列 | 2016年1月31日 - 4月10日 | 日曜 1:53 - 2:23（土曜深夜） | 遅れネット |
| 福岡県         | RKB毎日放送（RKB）    | TBS系列 | 2016年2月2日 - 4月19日  | 火曜 2:03 - 2:33（月曜深夜） | 遅れネット |
| 山形県         | テレビユー山形（TUY） | TBS系列 | 2016年2月4日 - 4月14日  | 木曜 0:48 - 1:18（水曜深夜） | 遅れネット |
| 中京広域圏     | CBCテレビ（CBC）      | TBS系列 | 2016年2月17日 - 5月4日  | 水曜 1:49 - 2:22（火曜深夜） | 遅れネット |

シーズン4
| 放送対象地域 | 放送局             | 系列    | 放送期間                | 放送日時                     | 遅れ       |
| ------------ | ------------------ | ------- | ----------------------- | ---------------------------- | ---------- |
| 関東広域圏   | TBSテレビ（TBS）   | TBS系列 | 2016年7月20日 - 9月29日 | 木曜 1:18 - 1:53（水曜深夜） | 製作局     |
| 福岡県       | RKB毎日放送（RKB） | TBS系列 | 2016年8月2日 - 10月26日 | 水曜 1:25 - 2:00（火曜深夜） | 遅れネット |
| 広島県       | 中国放送（RCC）    | TBS系列 | 2016年8月4日 - 10月27日 | 木曜 23:55 - 翌0:30          | 遅れネット |

シーズン5
| 放送対象地域 | 放送局                    | 系列    | 放送期間                | 放送日時                     | 遅れ       |
| ------------ | ------------------------- | ------- | ----------------------- | ---------------------------- | ---------- |
| 関東広域圏   | TBSテレビ（TBS）          | TBS系列 | 2017年1月14日 - 3月26日 | 日曜 1:53 - 2:23（土曜深夜） | 製作局     |
| 富山県       | チューリップテレビ（TUT） | TBS系列 | 2017年1月14日 - 3月26日 | 日曜 1:53 - 2:23（土曜深夜） | 同時ネット |
| 福岡県       | RKB毎日放送（RKB）        | TBS系列 | 2017年1月30日 - 4月18日 | 火曜 2:03 - 2:33（月曜深夜） | 遅れネット |
| 岩手県       | IBC岩手放送（IBC）        | TBS系列 | 2017年1月31日 - 4月12日 | 水曜 1:28 - 1:58（火曜深夜） | 遅れネット |

シーズン6
| 放送対象地域 | 放送局             | 系列    | 放送期間                | 放送日時                     | 遅れ       |
| ------------ | ------------------ | ------- | ----------------------- | ---------------------------- | ---------- |
| 関東広域圏   | TBSテレビ（TBS）   | TBS系列 | 2017年7月14日 - 9月29日 | 金曜 1:28 - 2:28（木曜深夜） | 製作局     |
| 福岡県       | RKB毎日放送（RKB） | TBS系列 | 2017年8月17日 -         | 木曜 1:25 - 2:55（水曜深夜） | 遅れネット |

シーズン7
| 放送対象地域 | 放送局             | 系列    | 放送期間        | 放送日時                     | 遅れ       |
| ------------ | ------------------ | ------- | --------------- | ---------------------------- | ---------- |
| 関東広域圏   | TBSテレビ（TBS）   | TBS系列 | 2018年1月20日 - | 土曜 1:25 - 1:55（金曜深夜） | 製作局     |
| 福岡県       | RKB毎日放送（RKB） | TBS系列 | 2018年2月6日 -  | 火曜 1:30 - 2:00（月曜深夜） | 遅れネット |

## スタッフ
- ナレーター：呉圭崇
- 構成：ビル坂恵、堀江志津
- CAM：宮川量康、新井直樹
- VE：小笹直樹
- CG：小室泰樹（ノットアットオール）、前川恭平
- 美術協力：フジアール
- 編集：井上達生
- MA：橋本光平、曽田玲衣奈（週替り）
- 音響効果：西野有彦
- TK：葛貫明子
- 技術協力：港家、スタジオましゅ、e-naスタジオ、バックヤードスタヂオ
- 協力：SoftBank他
- HP制作：田中千歳、西岡恒平
- WEB統括：柳内啓司
- フォトグラファー：柳内良仁
- 編成：嵯峨祥平、辻有一
- 宣伝：川鍋昌彦、清水由花
- AD：西尾瑠美、瀬尾弘樹、宮下雅俊、井深里奈、原田卓弥
- ディレクター：青木忠明、高橋修二、児玉アトム、及能貴之、岡本裕太
- プロデューサー：中垣佐知子、清水由花
- 総合演出：八木沼邦彦
- 制作：ロングテイル
- 製作著作：TBS

### 過去のスタッフ
- 構成：細井新
- VE：冨成英貴
- 宣伝：青木玲奈
- AD：髙浦雅久、井深里奈
- AP：東矢佳奈美
- ディレクター：丸山仁、小牧敏哉